# 金質
金質（김질、1496年 - 1516年）は朝鮮時代中期の学者。金士衡の次男金陞の5代孫にあたる。高麗の名将金方慶の子孫。
字は文素、号は永慕堂。本貫は旧安東金氏。
金九の傍系先祖になる。

## 生涯
穏やかな性格であり、親孝行であったと言う。1508年に母が死ぬと、墓所の隣に廬幕を作って侍墓살이をし、夜の間に道を埋め尽くす雪が降ったが、廬幕周辺にだけは降らなかったと言う。以後世の人はその所を祭庁山と呼んだと言う。
熱心に父の世話をし、父が死ぬと、直接흙짐を作り、墳墓を築いて、生前に父が好んだ雉肉を毎年供えたと言う。一度はお供えの雉肉を手に入れることが出来ず、気落していると雉が台所に飛んで入って来たと言う。
また祭祀に使う醤油に鼠がついて、一日中泣き悲しむと、一晩で鼠が味曽甕の下に大量死していたという伝説もある。奇大升・梁応鼎などと交遊したし、金麟厚は彼の人柄を高く買い、彼が住んだ家を永慕堂と名付けた。
故郷に孝子旌門が建てられた。全羅道茂長の道巌祠に祭祀された。

## 著書
- 《永慕録》
- 《六事自責説》

## 家系
- 高祖父 : 金宗漢 - 部令
- 曽祖父 : 金貴徳 - 佐郎
- 祖父 : 金乙万 - 通礼院通賛
- 父 : 金福重 - 通礼院賛議
- 親戚 : 金自点
- 従曽祖父 : 金礩 - 高祖父金宗漢の兄弟金宗淑の息子

## 参考サイト
1. 1 2 3  성명(姓名)